# Studentenbeweging
Een studentenbeweging is een verband van activiteiten en organisaties dat gedragen wordt door studenten. Een dergelijke beweging bestaat veelal uit de meer politiek geëngageerde delen van de studentenpopulatie die hun idealen uitdragen door middel van demonstraties en andere actievormen. Het bekendst en invloedrijkst zijn waarschijnlijk de acties geweest die door studenten omstreeks 1970 werden ondernomen.

## Geschiedenis
Georganiseerde studenten die zich inzetten voor een of andere zaak bestaan al heel lang. Het woord studentenbeweging duikt echter pas op aan het eind van de 19e eeuw.

## Typen studentenbewegingen
Er zijn verschillende soorten studentenbewegingen. Sommige groepen richten zich louter op het directe belang van studenten zelf. De bekendste voorbeelden hiervan zijn de studentenvakbonden die omstreeks 1965 zijn ontstaan en pleitten voor een betere positie van de student op het gebied van geld, huisvesting, inspraak en onderwijskwaliteit. 
Daarnaast is de term studentenbeweging van toepassing op de groepen en activiteiten die een meer ideële inslag hebben en zich voornamelijk richten op onderzoek en onderwijs in het hoger onderwijs of zaken die daarmee verband houden. Voorbeelden zijn de acties voor projectonderwijs, meer maatschappelijk gericht onderzoek, zoals via wetenschapswinkels en het terugdringen van de invloed van hoogleraren of de industrie op het onderzoek en onderwijs.
Nog een stapje verder gaat de studentenbeweging die zich in sterke mate richt op maatschappelijke misstanden, zoals destijds de oorlog in Vietnam, de milieuverontreiniging, kernenergie, atoombewapening, vrouwenonderdrukking en de mensenrechtensituatie in bijvoorbeeld Zuidoost-Azië of Oost-Europa. Studenten uit dergelijke groepen zijn vaak ook actief in andere sociale bewegingen zoals de milieubeweging, vredesbeweging,  kraakbeweging, mensenrechtenbeweging en vrouwenbeweging. Veel revoluties waar ook ter wereld zijn mede vormgegeven door studenten.

## Nederland
In Nederland bestonden al vlak na de Tweede Wereldoorlog studentenorganisaties die op de belangen van studenten waren gericht, zoals de later invloedrijke ASVA in Amsterdam.
In de loop van de jaren zestig ontstonden allerlei nieuwe, veelal progressieve, studentenorganisaties, voornamelijk naar buitenlandse voorbeelden. Een belangrijke rol speelde Ton Regtien die in 1963 allerlei artikelen schreef over democratisering en studieloon maar bovendien in hetzelfde jaar de Studentenvakbeweging (SVB) oprichtte. Hij bepleitte ook een radicale omvorming van de universiteit tot een Kritische Universiteit. Geplande hervorming van de universiteiten door de regering leidde tot talloze studentenprotesten. Om hun eisen kracht bij te zetten bezetten studenten in 1969 universiteiten - eerst in Tilburg, waar de Katholieke Hogeschool enkele dagen lang de Karl Marx-Universiteit heette, de maand daarop het bestuursgebouw van de UvA - het Maagdenhuis. Ook elders in Nederland ontstonden talloze actieve studentengroepen en vonden bezettingen plaats. In bijvoorbeeld Groningen deed de sterk door de CPN beïnvloede en invloedrijke Groninger Studentenbond (GSb) samen met meer anarchistische en sociaaldemocratische studenten en progressieve stafleden de Rijksuniversiteit Groningen en het Academiegebouw rood kleuren.
Studentenvakbonden schoten overal als paddenstoelen uit de grond, maar daarnaast waren er vele andere studentengroepen die zich concentreerden op uiteenlopende zaken als marxistische natuurwetenschap, meer praktijkgericht onderwijs, en allerlei maatschappelijke thema's zoals de Derde Wereld,  kraken, milieu, anti-psychiatrie en de arbeidersstrijd. Doordat een deel van het wetenschappelijk en niet-wetenschappelijk personeel de studentenwensen onderschreef veranderde het klimaat in het hoger onderwijs aanzienlijk. Allerlei inspraak-organen verrezen en onderwijs en onderzoek werden gedeeltelijk aangepast.
De daaropvolgende decennia lieten met golfbewegingen uitingen van studentenactiviteiten zien, maar de aanhang en de invloed van de studentenbeweging is sterk afgenomen.
In 2010 kwamen door de aangekondigde bezuinigingen kleine groepen studenten in verzet en leefde de beweging weer op. Op 1 februari 2010 werd in acht steden actie gevoerd. In vier steden werden bezettingen georganiseerd, in Amsterdam en Nijmegen een dag, in Utrecht en Rotterdam zelfs verscheidene dagen.

## Vlaanderen
De studentenbeweging in Vlaanderen heeft oudere wortels dan die in Nederland. Al voor de Eerste Wereldoorlog waren studentengroepen actief in de ontvoogdingsstrijd, het zich ontworstelen aan de Franse dominantie. Deze werd medegeïnspireerd door Albrecht Rodenbach die droomde van een Vlaamsche knapenschap naar analogie van de Duitse Burschenschaft.
Als resultante ontstond de Algemeen Katholiek Vlaams Studentenverbond (AKVS) op scholierenvlak (studenten) en het Algemeen Katholiek Vlaams Hoogstudentenverbond (AKVHV) op universitair (hoogstudentenvlak).
Het AKVS kreeg tijdens de jaren 1920 een radicaal Vlaams-nationalistisch karakter. Uiteindelijk verdween deze radicale houding, maar toch werd de AKVS overvleugeld door de gematigder Katholieke Studentenactie (KSA) (1928), met sterke wortels in de kerk.  Na de Tweede Wereldoorlog verdween deze scholierenwerking tot op het einde van de 20e eeuw. In 1978 ontstond het Nationalistisch JongStudentenVerbond (NJSV) en in 2008 het Katholiek Vlaams Scholierenverbond (KVSV) als navolgers in deze traditie.
Het AKVHV volgde dezelfde radicale evolutie, maar verdween niet na de Tweede Wereldoorlog.  De studentenprotesten die omstreeks 1968 de Vlaamse universiteiten beroerden brachten een nieuw elan in de studentenbeweging.  Zowel het Katholiek Vlaams Hoogstudentenverbond (KVHV) als de Nationalistische Studentenvereniging (NSV!) staan in deze traditie tot vandaag de dag.  Ook de Vlaams-Nationale Studentenunie (VNSU) stond korte tijd in deze traditie.

## Elders in Europa
Rond 1968 ontstonden overal in Europa op grote schaal studentenprotesten. Zeer dramatisch waren de gebeurtenissen in mei 1968 te Parijs waar studenten en arbeiders elkaar vonden in hun felle en massale verzet tegen de gevestigde orde. Daniel Cohn-Bendit was hun bekendste woordvoerder en is door zijn activiteiten voor de Europese Groene Partij ook heden ten dage een van de bekendste erfgenamen van deze beweging.
In Duitsland waren de gebeurtenissen niet minder dramatisch. De Duitse studentenbeweging ageerde vanaf het begin krachtig tegen de in haar ogen fascistische regering en schuwde geweld niet. De staat bleek sterker en in 1967 schoot de politie een student dood. Volgens de studenten, aangevoerd door de legendarische Rudi Dutschke toonde dit nog weer eens aan hoe slecht de parlementaire democratie functioneerde. Een kleine groep studenten radicaliseerde tot de Rote Armee Fraktion die vele gewelddadige acties uitvoerde. Als reactie op dit geweld werd Rudi Dutschke door een lezer van boulevardblad BILD neergeschoten. Hij raakte levensgevaarlijk gewond, maar overleefde de aanslag. Deze gebeurtenissen hadden nog meer geweld tot gevolg.

## Buiten Europa
De studentenbeweging van 1968-1970 was een internationale beweging, die zich vrijwel overal manifesteerde. Ook in de bijvoorbeeld VS was een zeer sterke studentenbeweging die zich lange tijd mede richtte tegen de Vietnamoorlog. De overheid greep daar soms zeer hard in, zoals tijdens het Kent State-bloedbad waarbij verscheidene studenten door de politie werden doodgeschoten.
De laatste decennia zijn er eveneens overal ter wereld studentengroepen geweest die van zich laten horen. Het zogenaamde Tiananmenprotest in China haalde de wereldpers. Ongeveer een miljoen mensen waaronder veel studenten demonstreerden op het Plein van de Hemelse Vrede in 1989 voor meer hervormingen, maar de opstand werd door de overheid bloedig neergeslagen.
Successen werden ook geboekt. Zo vormden studenten een belangrijke motor achter de omwentelingen in Indonesië en in de fluwelen revoluties van Servië, Georgië en Oekraïne.